# Chanson de Roland
La Chanson de Roland (o Canzone di Rolando o Orlando) è un poema scritto nella seconda metà dell'XI secolo, appartenente al ciclo carolingio. È considerato tra le opere più significative della letteratura francese medievale.
Come ogni testo di natura epica, essa trae spunto da un evento storico, la spedizione militare di Carlo Magno contro gli arabi di Spagna che si conclude con la battaglia di Roncisvalle, avvenuta il 15 agosto 778, quando la retroguardia di Carlo Magno, comandata dal paladino Rolando, prefetto della Marca di Bretagna, e dagli altri paladini, fu attaccata e annientata dai baschi (alleati degli arabi), che nella riscrittura epica vennero trasformati in saraceni.

## Testo
La Chanson de Roland è scritta in 4002 décasyllabes, equivalente francese degli endecasillabi italiani, raggruppati in 291 lasse assonanzate da un certo Turoldo. Essa ci è tramandata da nove manoscritti, dei quali il più importante, conservato a Oxford, è in lingua anglo-normanna, una delle molte varianti regionali della lingua d'oïl (o francese antico), la lingua volgare neolatina della Francia del nord.
Il notevole numero di manoscritti rimastoci è testimonianza della grande fortuna del testo; inoltre, il fatto che il testimone più autorevole e antico, quello di Oxford, sia un codice non pregiato o prezioso (tale da farci pensare che fosse una sorta di canovaccio per le esibizioni di un giullare) potrebbe suggerirci che la Chanson de Roland abbia avuto una diffusione orale prima di essere rielaborata e stesa in scrittura (fatto testimoniato anche dalla Nota Emilianense, un breve testo proveniente dal monastero di San Millán de la Cogolla che sembrerebbe attestare la conoscenza della materia del poema già prima della realizzazione del manoscritto di Oxford). Da notare, infine, che la Chanson de Roland narra di una battaglia combattuta quasi tre secoli prima e che si caratterizza, come gran parte dell'epica medievale, per la celebrazione della fede e del valore militare.
L'opera è incentrata su Orlando, paladino e nipote di Carlo Magno.

## Trama e temi

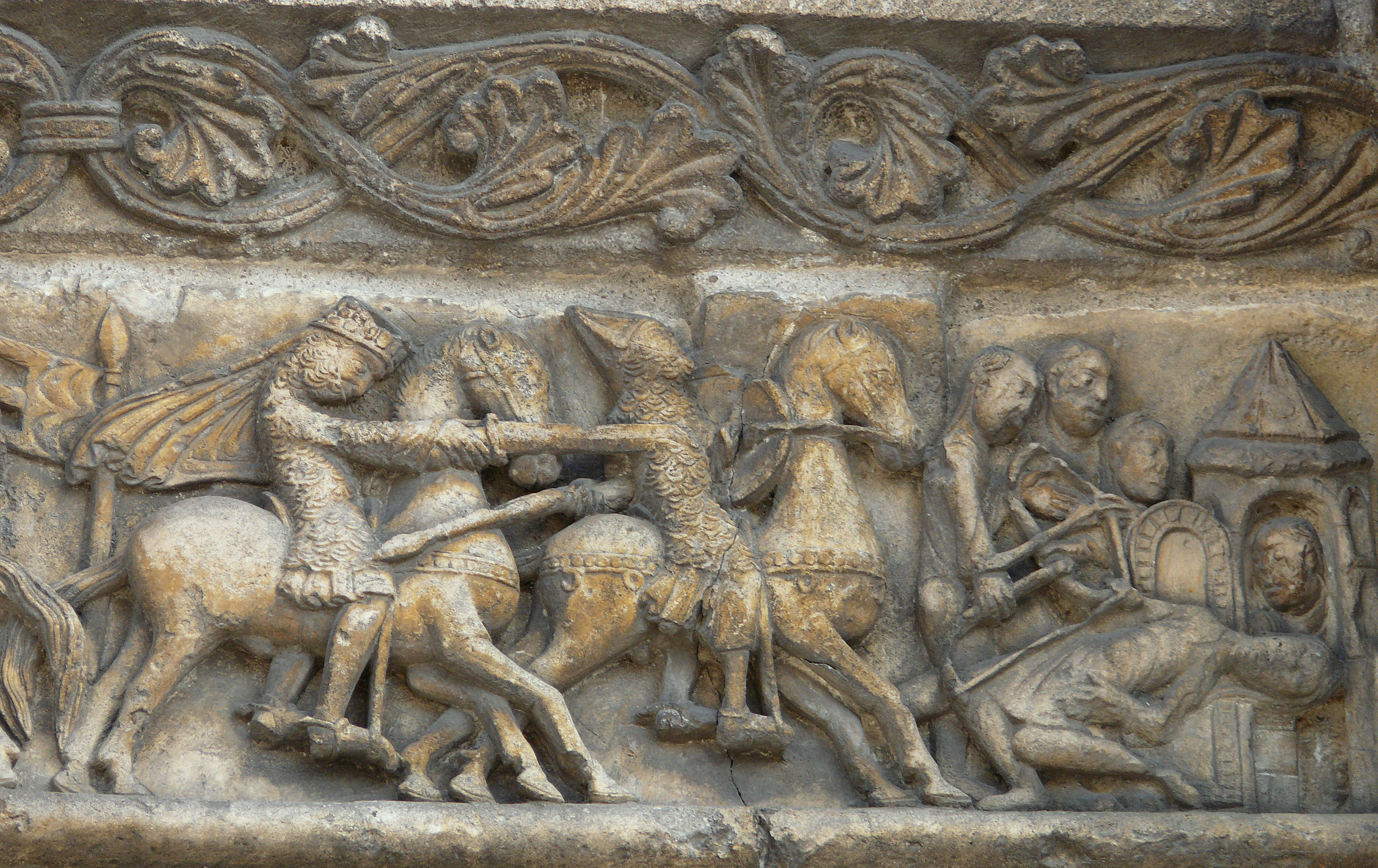
Raffigurazione di episodi della Chanson nella cattedrale di Angoulême

I valori che caratterizzano la Chanson de Roland sono: la fedeltà al proprio signore in questo caso Carlo Magno, la fede cristiana (merveilleux chrétien), in opposizione alla fede islamica (che tra l'altro nel testo risulta essere politeista); l'onore, da tutelare a ogni costo e con ogni mezzo; l'eroismo in battaglia. Alla celebrazione delle virtù militari nella dimensione del martirio cristiano - il cavaliere che muore in battaglia è equiparato al santo che rinuncia alla propria vita per la fede - corrisponde la quasi totale assenza del motivo amoroso. Le uniche due donne presenti sulla scena sono Alda (promessa sposa di Orlando e sorella di Oliviero) e Braminonda, moglie di Marsilio che si convertirà alla fine del poema. In quest'ottica le imprese di Carlo Magno e dei suoi paladini contro gli Arabi sono celebrate come vere e proprie guerre sante; questa opposizione ha fatto pensare a porre la datazione della Chanson ai tempi della prima crociata bandita da Urbano II. I paladini sono eroi, votati all'ideale della fede e dell'onore, coraggiosi, fedeli a Dio e al loro sovrano, abili con la spada, che salvaguardano i più deboli e li difendono onorevolmente.
Le vicende hanno inizio con la descrizione della situazione generale del conflitto in Spagna, a cui segue un'ambasciata pagana pronta a offrire la pace a Carlo Magno. Si riunisce il consiglio cristiano e si scontrano due linee: da una parte abbiamo Gano di Maganza, futuro traditore, rappresentante di una nobiltà fondiaria che non ha bisogno di espandere i propri domini e che anzi preferirebbe il mantenimento della pace; dall'altra una nuova classe sociale in ascesa che ha nella virtù militare la propria principale espressione e che invece vuole fortemente che il conflitto vada avanti, rappresentata dall'eroe per eccellenza, il prode Orlando. Contrariamente a quanto si potrebbe immaginare, tuttavia, Gano non è presentato come un vile traditore, e la sua opposizione a Orlando non è uno scontro tra due mondi inconciliabili che vedono la ragione e il torto separati da una linea netta; c'è piuttosto il riconoscimento di una nobiltà già dalla presentazione che indica quanto, pur nel conflitto destinato inevitabilmente a risolversi a favore dei Franchi, ci siano molte sfumature.
Infatti una delle chiavi della difesa di Gano nel processo finale sarà proprio sostenere che il suo tradimento non è stato contro l'esercito franco, ma contro il figliastro Orlando reo di averlo nominato a capo dell'ambasciata inviata a Marsilio. A questa nomina di Gano segue il tradimento e la garanzia del traditore di nominare Orlando a capo della retroguardia francese. In un primo momento, Orlando si rifiuta di credere che Gano abbia tramato con il nemico; accetta di essere a capo della retroguardia con il consueto orgoglio militare, nonostante Carlo, in uno dei presagi che costellano l'intero poema, abbia un funesto presentimento. I dodici pari vengono nominati nella retroguardia, dunque, mentre l'esercito franco inizia la ritirata. Ben presto però la retroguardia si rende conto del tradimento di Gano; all'arrivo dell'esercito pagano si assiste a una splendida discussione tra Oliviero, detto il "saggio", e Orlando, rappresentazioni di due dimensioni ideali dell'eroe che vedevano già in epoca classica una polarizzazione (da una parte l'eroe saggio, Ulisse, dall'altra il valoroso combattente, Achille) poi divenuta topica.
Oliviero consiglia al compagno di suonare l'olifante (il suo corno) il cui suono richiamerebbe il resto dell'esercito. Il prode paladino rifiuta perché richiamare rinforzi sarebbe causa di eterno disonore. Discussione che sarà riproposta dopo il combattimento e la morte dei dodici pari, quando resteranno in vita il vescovo Turpino, Orlando e Oliviero: a parti invertite, Oliviero sosterrà l'inutilità di suonare il corno quando gli eroi sono prossimi alla morte, Orlando invece suonerà definitivamente per consentire la vittoria ai Franchi. Proprio mentre le truppe guidate al rientro da Carlo Magno contemplano il paesaggio nella gioia del ritorno, il suono del corno risuona tre volte sulle rocce di Roncisvalle; viene scoperto il tradimento di Gano, che sarà catturato in attesa del processo. Nel frattempo la retroguardia francese ridotta a soli tre uomini viene sopraffatta. Orlando, giunto allo stremo delle forze, tenta di spezzare la sua spada Durlindana. Non riuscendoci si accascia sul terreno con le braccia incrociate in attesa della morte, descritta in parallelo evangelico a quella di Cristo sulla croce. Il paladino cristiano pone la sua spada sotto di lui, impugna l'olifante e dona il suo guanto a Dio, immagine del vassallaggio fedele che percorre tutto l'arco del poema. Gli angeli scendono per portarlo nel regno dei cieli.
Proprio nello stesso istante arriva Carlo; l'imperatore sbaraglia gli avversari, che si danno alla fuga o annegano nel fiume Ebro. Il re torna ad Aquisgrana dove ha fretta di processare Gano per tradimento, ma nel frattempo entra in scena l'emiro Baligante, il più potente re saraceno, che per la prima volta a metà del poema fa la sua apparizione, trasformando l'imminente e definitivo conflitto con Carlo nella concreta realizzazione della prima opposizione Orlando contro Marsilio. Il più numeroso esercito pagano si scontra con le forze cristiane in una lotta selvaggia, sulla cui fine aleggia però un destino voluto da forze sovrumane mai messo in discussione (motivo che arriverà fino alla Gerusalemme liberata del Tasso). Alla fine del conflitto resta solamente da processare il traditore Gano, che si difende dall'accusa con l'appoggio dei suoi nobili parenti. Alla difesa teorica corrisponde anche secondo la prassi dell'epoca un eventuale duello: per smentire l'altra parte in causa e dimostrarne il torto. Paladino difensore di Gano è il potente Pinabello, che nessuno in un primo momento osa sfidare proprio per la sua abilità indiscussa. Quando Carlo sembra ormai costretto a notificare il volere della comunità e a rilasciare Gano, lo scudiero Teodorico prende le parti dell'accusa e sfida Pinabello nel duello finale che conclude il poema, come era del resto il costume epico (si pensi a Enea e Turno alla fine dell'Eneide o, in seguito, allo scontro tra Rodomonte e Ruggiero nell'Orlando furioso).
Carlo, in seguito all'apparizione in sogno dell'Arcangelo Gabriele parte per dare aiuto al re Viviano in Infa dove hanno posto l'assedio i Saraceni. «Qui finisce la storia che Turoldo mette in poesia», e così si conclude la Chanson de Roland, con una nuova apertura che sottolinea il tragico destino di chi è garante del potere. Le frequenti lacrime di Carlo, "che non può fare a meno di piangere", sottolineano (ancora una volta secondo un topos che ha la sua stabilizzazione nella pietas di Enea e che ad esempio sarà ripreso nel viaggio dantesco) la fragilità dell'imperatore e il dramma di essere al centro di un compito gravoso; l'eroe, in questo caso l'imperatore, non è il guerriero senza macchia che non conosce cedimenti, ma il rappresentante di un complesso sistema di valori che genera un conflitto tragico: da una parte avremo il dovere di assolvere un compito, una vera missione, dall'altra la sofferenza tutta umana che quell'obbligo comporta.

## Rapporto con la storia
L'epopea racconta della campagna della Spagna condotta da Carlo Magno e della resistenza eroica della retroguardia. La maggior parte degli storici concorda però nel dire che i cavalieri affrontarono, in realtà, non i saraceni ma i vasconi (baschi): il cambiamento si spiega per il clima culturale dell'epoca in cui fu scritta l'opera, nell'XI secolo, in piena epoca di reconquista dell'Europa dagli arabi e di crociate.
È stata anche formulata l'ipotesi (Joseph Bédier) che la Chanson de Roland sia stata composta sulle strade di pellegrinaggio che portano a Santiago di Compostela, passando dal valico di Roncisvalle, e recitata dai giullari durante le soste. In ogni caso si possono notare parallelismi con il Poema del mio Cid, scritto forse prima della Chanson de Roland, e influenze della poesia araba di al-Andalus.
Una terza ipotesi è che il califfo di Cordova abbia chiamato Carlo Magno in suo soccorso nelle lotte tra principi saraceni, e che, una volta giunto l'esercito franco, abbia fatto il doppio gioco chiudendogli la porta in faccia. Per questo motivo, i franchi avrebbero espugnato la città e fatto prigioniero il califfo traditore. Durante la via del ritorno in Francia, i figli del califfo, aiutati da un gruppo di baschi, avrebbero attaccato a Roncisvalle il convoglio di Carlo Magno, liberando il padre e uccidendo vari franchi, tra cui il maniscalco del re. Il fatto che questi avvenimenti vengano taciuti o sminuiti nei tempi immediatamente successivi viene visto come prova di una disfatta maggiore di quanto i franchi non volessero ammettere, e si ritiene che il fiorire della tradizione successivamente sia il risultato di una pressione dal basso, poiché la storia di Roncisvalle si era ormai largamente diffusa tra la gente del posto, rendendo inutili i giochi di propaganda.

## Datazione
Riscontri validi per la datazione del poema ci arrivano da diverse fonti medievali. Per esempio nella Gesta regum anglorum di Guglielmo di Malmesbury si legge che le truppe di Guglielmo il Conquistatore intonassero sul campo di battaglia una canzone di Orlando. Questo ci permette di dire che la canzone fu senz'altro composta dopo il 1040 e prima del 1125, data di composizione delle Gesta anglorum. La datazione del poema può essere protratta prima del 1100 grazie al riscontro di numerose registrazioni anagrafiche di coppie di fratelli chiamati Orlando e Oliviero intorno al 1090.